# Auguste Hilarion de Kératry

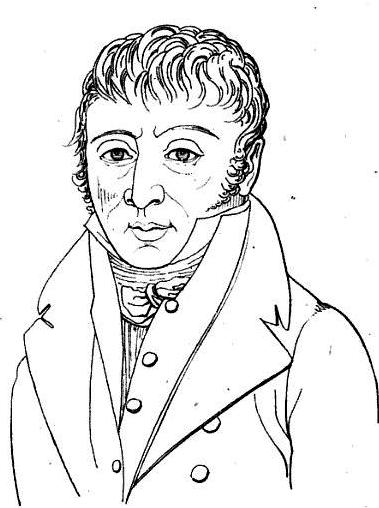
Auguste Hilarion de Kératry

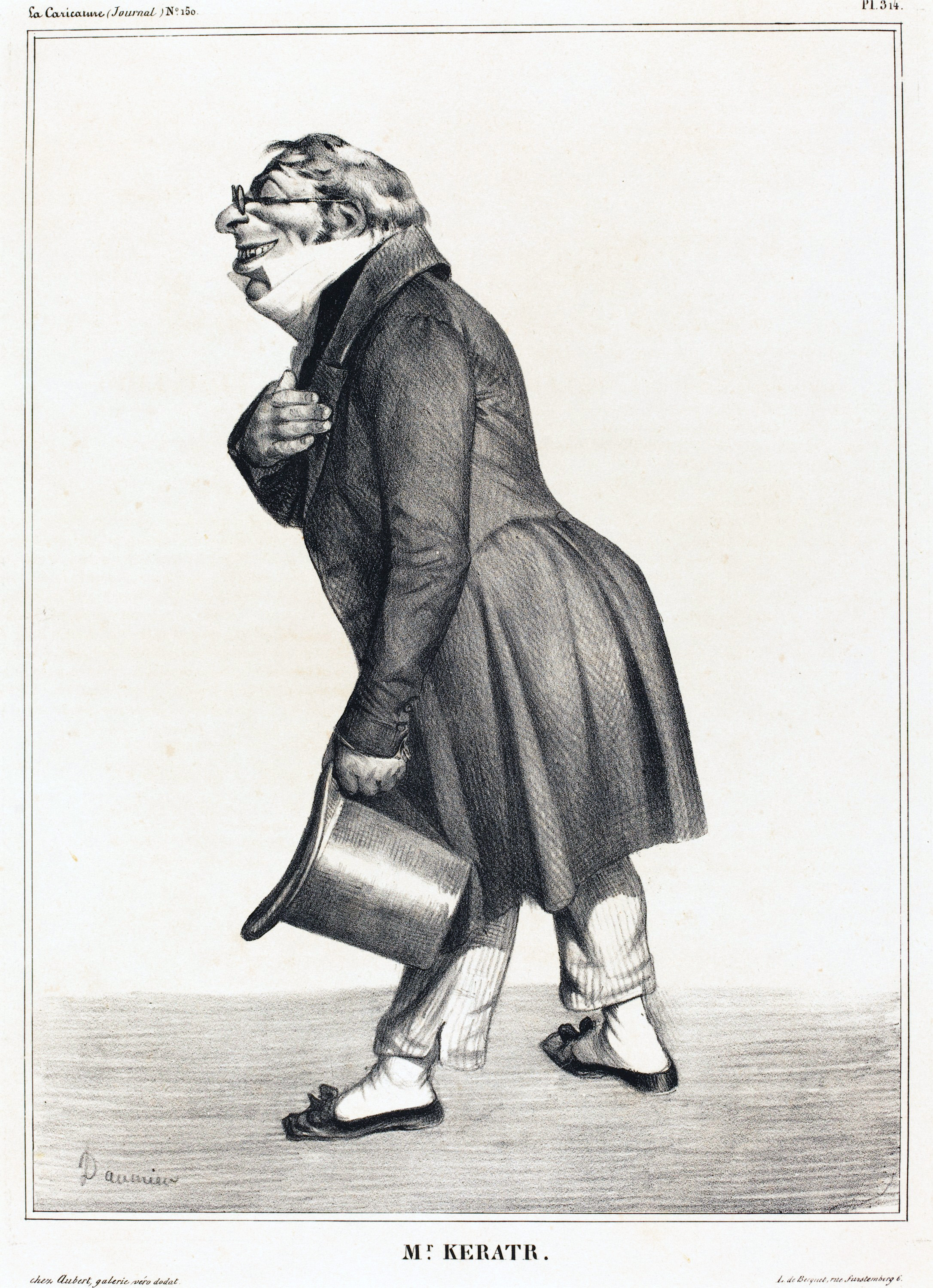
Karikatur von Honoré Daumier, 1833.

Auguste Hilarion de Kératry (* 28. Oktober 1769 in Rennes; † November 1859) war ein französischer Schriftsteller und Politiker.

## Leben
Auguste Hilarion de Kératry stammte aus einer alten bretonischen Adelsfamilie, studierte Rechtswissenschaft und wurde Mitglied im Parlament der Bretagne. Während der französischen Revolution, deren Grundsätzen er anhing, und der napoleonischen Zeit lebte er zurückgezogen und widmete sich philosophischen und religiösen Studien. Erst unter der Restauration trat er als Abgeordneter gegen die klerikale Reaktion auf, beteiligte sich an der Julirevolution zugunsten von König Louis-Philippe I., zu dessen Anhängern er gehörte. 1831 wurde er zum Staatsrat und Pair ernannt. Die Regierung von 1849 eröffnete er als Alterspräsident, zeigte sich als entschiedener Monarchist und Gegner von Napoléon III. und wurde nach dem Putsch Napoléons am 2. Dezember 1851 verhaftet.
Sein Sohn Émile de Kératry war ebenfalls ein bekannter Politiker.

## Werke
- Contes et idylles (1791)
- Voyage de vingt-quatre heures (1800)
- Mon habit mordoré (1802, 2 Bde.)
- Ruth et Noémi (1811)
- De l’existence de Dieu et de l’immortalité de l’âme (1815)
- Inductions morales et philosophiques (1817)
- Du beau dans les arts d’imitation (1822, 3 Bde.)
- Examen philosophique de Kant (1823)
- Le dernier des Beaumauoir (1824)
- Frédéric Styndall (1827)
- Saphira (1836)

und viele Artikel im Courrier Français, zu dessen Begründern er zählte.